# Marcelo Mabilia
Marcelo Mabilia (* 31. Oktober 1972 in Porto Alegre) ist ein ehemaliger brasilianischer Fußballspieler und Fußballtrainer.

## Karriere
Mabilia begann seine Karriere 1991 bei Grêmio FBPA. 1991 und 1993 erreichte er das Finale des Copa do Brasil. 1993 wechselte er zu SC Internacional. Danach spielte er bei Fluminense FC und Criciúma EC. 1997 wechselte er zum japanischen Erstligisten Júbilo Iwata. 1997 erreichte er das Finale des J.League Cup. 1997 kehrte er nach Brasilien zurück. Hier spielte er bis 1998 für SC Internacional. 1997 wurde er mit dem Verein Tabellendritter der Campeonato Brasileiro Série A. Von 1999 bis 2004 war er außerdem noch bei den Vereinen EC Juventude, Guarani FC, Coritiba FC, Figueirense FC, Náutico Capibaribe und Canoas SC unter Vertrag.

## Erfolge als Spieler
Juventude
- Copa do Brasil: 1999